# Spreewaldkrimi: Bis der Tod euch scheidet
Bis der Tod euch scheidet ist die sechzehnte Folge der Kriminalfilmreihe Spreewaldkrimi. Sie wurde am 5. September 2023 auf dem 19. Festival des deutschen Films uraufgeführt. Am 19. Februar 2024 erfolgte die Erstausstrahlung im ZDF.

## Handlung
Auf einer Polterabendfeier im Spreewald kommt es zu einer Gasflaschenexplosion, bei dem der junge Fährmann Aldo Buchan getötet wird und mehrere Personen, darunter der Bräutigam, schwer verletzt werden. Luise Bohn beginnt mit den Ermittlungen und macht sich auf die Suche nach Fina Jurisch, der Braut, die das Fest in der Nacht verärgert verlassen hat. Diese wird am nächsten Morgen vom früheren Kommissar Krüger unweit seines Bauwagens im Wald bewusstlos aufgefunden. Nachdem sie wieder zu sich kommt, hat sie nur bruchstückhafte Erinnerungen an die Ereignisse.
Luise bittet Fichte, der gerade mit der Diagnose COPD aus dem Krankenhaus zurück ist und Urlaub genommen hat, sie zu unterstützen. Er überbringt dem mürrischen Horst Buchan die Nachricht vom Tod seines Sohnes und geht danach zu Krüger, der ihm berichtet, die Braut gefunden zu haben. Diese ist mittlerweile wieder am Unglücksort angekommen und begibt sich, nachdem sie von der Verletzung ihres Verlobten Marc erfährt, ins Krankenhaus. Durch die Untersuchung einer herbeigerufenen Kriminaltechnikerin stellt sich heraus, dass die Gasflasche durch einen Anruf ferngezündet wurde – von Fina Jurischs Handy, die nun Hauptverdächtige ist.
Fichte ist mittlerweile klar geworden, dass Fina seine Tochter aus einer gescheiterten Beziehung ist. Als er diese auf der Straße trifft, macht sie ihm Vorwürfe und fragt, warum er nichts von ihr habe wissen wollen. Da man nach ihr fahndet, bringt er sie in sein Haus, wo sie sich über die Zeit ihrer Geburt und ihr aktuelles Leben aussprechen. Sie fahren noch einmal ins Krankenhaus, wo sie jedoch erfahren, dass Marc verstorben ist. Die junge Frau ist am Boden zerstört.
Nach und nach kommen Erinnerungen an die Nacht zurück. Fina erinnert sich, dass sie mit Marc gestritten habe, da dieser, um arbeiten zu können, wiederholt Kokain konsumierte. Sie hat dann mit einem auf Marc eifersüchtigen Fährmann gesprochen, der die Gelegenheit ausnutzte und ihr K.-o.-Tropfen einflößte. Sie bekam das aber mit und hat ihn an einer Schleuse ins Wasser schubsen können. Der junge Mann ist mittlerweile auch im Visier von Luise, nachdem bei ihm eine Menge an Drogen gefunden wurde und er verdächtig ist, mit anderen Fährmännern einen Campingplatz geflutet zu haben, um den verhassten, den Spreewald verdreckenden Touristen eins auszuwischen.
Fichte und Krüger gehen mit Fina die Orte ab, in der sie in der Nacht war, um sich erinnern zu können. Auch zu Horst Buchans Haus, wo sie Aldo, mit dem sie sich gut verstand, noch zum Polterabend einladen wollte, ihn aber nicht antraf. Sie hatte dort eine weggeworfene SIM-Kartenpackung entdeckt und sich aufgrund ihres eidetischen Gedächtnisses die Nummer gemerkt. In der Nacht hat sie wegen des Streits nicht Marc angerufen, sondern versuchte es mit der erinnerten Nummer vermeintlich bei Aldo – dadurch kam es dann zur Explosion. Aldo hatte sich unbemerkt radikalisiert und den Sprengsatz gebaut, um seinem Vater und den Fährkollegen zu beweisen, dass auch er etwas zustande bringen kann.
In der letzten Szene erzählt Fina ihrem Vater, dass sie schwanger sei. Fichte verspricht, für sie da zu sein.

## Produktion
Die Dreharbeiten fanden vom 8. November bis zum 8. Dezember 2022 in Lübbenau und Burg in Brandenburg statt.

## Rezeption

### Kritiken
Rainer Tittelbach gibt dem Film bei tittelbach.tv insgesamt 4,5 von 6 möglichen Sternen. In diesem Film der Reihe, die selten spannend sei, fesselten insbesondere die Beziehungen und tragischen Verstrickungen. Intensive Zwei-Personen-Szenen seien das dramaturgische Herzstück, insbesondere die mit der glänzenden Mercedes Müller, sodass der von ihr dargestellten Fina die Sympathien sicher seien. Der Film habe, wie die meisten Spreewaldkrimis, eine große Schwere. Das Spiel der vier Hauptdarsteller sei brillant, wobei neben Mercedes Müller es Thorsten Merten sei, der in dem Film „große ganz kleine Momente hat“.
Oliver Armknecht gibt dem Fernsehfilm bei film-rezensionen.de insgesamt 5 von 10 Punkten. Bis der Tod euch scheidet sei ein ruhiger Genrevertreter, die zu Beginn stattfindende Explosion stelle schon den Höhepunkt dar. Die meiste Zeit werde nur geredet oder im Wald geschwiegen. Das Verhältnis von Fichte zu seiner Tochter trete in den Vordergrund. Merten und Müller zeigten ihre schauspielerische Klassen, allerdings sei die Geschichte uninteressant und konstruiert, wie in einer Seifenoper. Armknecht lobt die Auflösung, die überraschend und sehr tragisch sei. Die Spannung halte sich jedoch in Grenzen mit der Gefahr, bei der „bleiernen Schwere sogar ein[zu]nicken“.
Die Redaktion der TV Spielfilm äußert sich lobend und gibt dem Film einen Daumen nach oben. Der Film beginne zwar mit einer lauten Explosion, besinne sich anschließend aber gekonnt auf die leisen Töne. Die sonst mitunter bemühte Spreewald-Mystik sei wohltuend dezent, der Film präsentiere sich in einem atmosphärisch stimmigen Krimigewand und sei spannend verpackt. Insgesamt eine „[u]ngewöhnlich emotionale Folge der grandiosen Reihe“.

### Einschaltquoten
Dir Erstausstrahlung am 19. Februar 2024 im ZDF sahen in Deutschland 6,00 Millionen Zuschauer den Film, was einem Marktanteil von 22,5 % für den Sender entsprach und somit den klaren Sieger des Abendprogramms bedeutete.